# Soccer Kid
Soccer Kid (ook wel The Adventures of Kid Kleets) is een videospel dat in 1993 uitkwam voor de SNES en de Commodore Amiga. Ruimtewezen Scab steelt de wereldbeker voetbal om toe te voegen aan zijn van trofeeën, die hij door het heelal heen heeft verzameld. Bij deze diefstal wordt de wereldbeker geraakt door planetoïde en breekt in vijf stukken. Deze stukken liggen op verschillende plaatsen op de aarde. Soccer Kid moet deze stukken verzamelen voordat de WK finale begint. De stukken liggen in Engeland, Italië, Rusland, Japan en USA.

## Platforms
| Jaar | Platform                         |
| ---- | -------------------------------- |
| 1993 | Amiga, SNES                      |
| 1994 | 3DO, Amiga CD32, DOS             |
| 1996 | Jaguar                           |
| 2002 | Game Boy Advance, Windows Mobile |
| 2003 | PlayStation                      |

## Ontvangst
| Beoordeeld door                     | Platform | Datum            | Score |
| ----------------------------------- | -------- | ---------------- | ----- |
| Amiga Computing                     | Amiga    | oktober 1993     | 94%   |
| Amiga Power                         | Amiga    | maart 1994       | 85%   |
| Amiga Dream                         | Amiga    | november 1993    | 85%   |
| Power Play                          | Amiga    | oktober 1993     | 84%   |
| All Game Guide                      | 3DO      | 1998             | 80%   |
| GamePro (USA)                       | 3DO      | januari 1995     | 80%   |
| Digital Press - Classic Video Games | 3DO      | 29 januari 2007  | 70%   |
| The Video Game Critic               | Jaguar   | 23 november 2003 | 67%   |
| Mega Fun                            | SNES     | november 1994    | 64%   |
| High Score                          | Amiga    | november 1993    | 60%   |